# Protvino
Protvino (en russe : Протвино) est une ville de l'oblast de Moscou, en Russie. Sa population est estimée à 37 381 habitants en 2014.

## Géographie
Protvino est arrosée sur la rive gauche de la rivière Protva, et se trouve à 12 km à l'ouest de Serpoukhov et à 100 km au sud de Moscou. 

## Histoire
La localité a été fondée dans le cadre de la construction d'un grand laboratoire de physique des particules, qui débuta en 1958. L'Institut de physique des hautes énergies du RosAtom a ouvert en 1965. L'Institut est connu pour l'accélérateur de particules U-70, qui a été le plus grand du monde au moment de sa mise en service, en 1967. 
À l'origine, la nouvelle agglomération a été désignée par son code postal, Serpoukhov-7. Le 22 janvier 1965, elle reçut le statut de commune urbaine ainsi que le nom de Protvino. En 1989, Protvino accéda au statut de ville.

## Population
Recensements (*) ou estimations de la population
| 1970*  | 1979*  | 1989*  | 2002*  |
| ------ | ------ | ------ | ------ |
| 12 995 | 25 034 | 36 175 | 37 141 |

| 2010*  | 2012   | 2013   | 2014   |
| ------ | ------ | ------ | ------ |
| 37 308 | 37 504 | 37 492 | 37 381 |

## Jumelage
- Antony (France)
- Lahoïsk (Biélorussie)
- Saky (Ukraine)